# Mysz wstydliwa
Mysz wstydliwa (Mus neavei) – gatunek gryzonia z rodziny myszowatych, występujący w Afryce Środkowej.

## Klasyfikacja
Gatunek został opisany naukowo w 1910 roku przez O. Thomasa. Był on traktowany jako podgatunek spokrewnionej myszy sawannowej (M. sorella), obecnie jest uznawany za pełnoprawny gatunek; rozmiarami ciała i cechami morfologicznymi przypomina mysz środkowoafrykańską (M. oubanguii), oba gatunki są mniejsze niż typowe myszy sawannowe. Mysz wstydliwa ma bardziej płowe futro, delikatniejszą czaszkę i krótszy rząd trzonowców.

## Biologia
Zasięg występowania tych gryzoni jest niepewny, jako że często są one mylone z myszami karłowatymi. Żyją w południowo-zachodniej Zambii i prowincji Limpopo w Południowej Afryce, a prawdopodobnie również w południowo-wschodniej części Demokratycznej Republiki Konga, w południowym Zimbabwe, zachodnim Mozambiku i południowej Tanzanii (te doniesienia wymagają weryfikacji). Mysz wstydliwa zamieszkuje sawanny i kamieniste obszary trawiaste w górach prowincji Limpopo.

## Populacja
Stosunkowo niewiele wiadomo o tym gatunku, choć przypuszcza się może on być liczny i zamieszkiwać znaczny obszar. Obecne informacje nie pozwalają na przydzielenie jej kategorii zagrożeń.